# Serie A2 2023-2024 (pallanuoto femminile)
La Serie A2 2023-2024 è stata la 40ª edizione di questo torneo, che dal 1984-1985 rappresenta il secondo livello del campionato italiano femminile di pallanuoto.
Il campionato è suddiviso in due fasi. La prima fase, con gare di andata e ritorno, è iniziata il 13 gennaio 2024 e si è conclusa il 21 aprile 2024; i play-off si sono svolti dal 28 aprile 2024 al 2 giugno 2024 ed ha decretato le due squadre promosse in Serie A1.
Le 16 squadre partecipanti sono suddivise in due gironi da otto squadre, il Girone Nord ed il Girone Sud.
Le squadre retrocesse dalla Serie A1 2022-2023 sono la Rari Nantes Florentia e la Rari Nantes Bologna.

## Squadre partecipanti

### Girone Nord
| Club                      | Città                    | Piscina                        | Stagione 2022-2023    |
| ------------------------- | ------------------------ | ------------------------------ | --------------------- |
| 2001 Padova               | Padova                   | Centro Sportivo Plebiscito     | in Serie A2 2022-2023 |
| AN Brescia                | Brescia                  | Centro natatorio Mompiano      | in Serie A1 2022-2023 |
| Aquatica Torino           | Torino                   | Piscina comunale               | in Serie A2 2022-2023 |
| Bologna                   | Bologna                  | Centro Sportivo dello Sterlino | in Serie A1 2022-2023 |
| Metanopoli                | Milano                   | Piscina Cozzi                  | in Serie B 2022-2023  |
| Rari Nantes Orobica       | Romano di Lombardia (BG) | Piscina Comunale               | in Serie B 2022-2023  |
| Sori                      | Sori (GE)                | Piscina comunale               | in Serie B 2022-2023  |
| Sport Center Polisportiva | Parma                    | Piscina comunale               | in Serie B 2022-2023  |

### Girone Sud
| Club                   | Città                         | Piscina                         | Stagione 2022-2023    |
| ---------------------- | ----------------------------- | ------------------------------- | --------------------- |
| Agepi Sport 97         | Roma                          | Piscina Amendola                | in Serie B 2022-2023  |
| Castelli Romani        | Ariccia (RM)                  | Centro sportivo Castelli Romani | in Serie A2 2022-2023 |
| Nautilus Civitavecchia | Civitavecchia (RM)            | PalaEnel "Marco Galli"          | in Serie B 2022-2023  |
| Florentia              | Firenze                       | Piscina Goffredo Nannini        | in Serie A1 2022-2023 |
| Lazio                  | Roma                          | Piscina del Passetto            | in Serie A2 2022-2023 |
| Napoli Lions           | Napoli                        | Piscina Comunale                | in Serie A2 2022-2023 |
| Vela Ancona            | Ancona                        | Centro Sportivo "Le Cupole"     | in Serie A2 2022-2023 |
| Volturno               | Santa Maria Capua Vetere (NA) | Piscina Comunale                | in Serie A2 2022-2023 |

## Play-off

### Tabellone 1
|  | Semifinali             | Semifinali             | Semifinali             | Semifinali             | Semifinali             |  |  | Finale              | Finale              | Finale | Finale | Finale |  |
|  |                        |                        |                        |                        |                        |  |  |                     |                     |        |        |        |  |
|  | 2S                     | Vela Ancona            | Vela Ancona            | 17                     | 9                      |  |  |                     |                     |        |        |        |  |
|  | 3N                     | Aquatica Torino        | Aquatica Torino        | 12                     | 8                      |  |  | Vela Ancona         | Vela Ancona         | 12     | 9      | 10     |  |
|  | Vincitrice Girone Nord | Vincitrice Girone Nord | Vincitrice Girone Nord | Vincitrice Girone Nord | Vincitrice Girone Nord |  |  | Rari Nantes Orobica | Rari Nantes Orobica | 7      | 10     | 7      |  |
|  | Rari Nantes Orobica    |                        |                        |                        |                        |  |  |                     |                     |        |        |        |  |

### Tabellone 2
|  | Semifinali            | Semifinali            | Semifinali            | Semifinali            | Semifinali            |  |  | Finale   | Finale   | Finale | Finale | Finale |  |
|  |                       |                       |                       |                       |                       |  |  |          |          |        |        |        |  |
|  | 2N                    | Bologna               | 6                     | 10                    | 9                     |  |  |          |          |        |        |        |  |
|  | 3S                    | Lazio                 | 5                     | 11                    | 13                    |  |  | Lazio    | Lazio    | 8      | 10     | 9      |  |
|  | Vincitrice Girone Sud | Vincitrice Girone Sud | Vincitrice Girone Sud | Vincitrice Girone Sud | Vincitrice Girone Sud |  |  | Volturno | Volturno | 9      | 7      | 7      |  |
|  | Volturno              |                       |                       |                       |                       |  |  |          |          |        |        |        |  |